# انستیتوی ایوف
انستیتوی ایوف یا انستیتوی فیزیک وفناوری ایوف آکادمی علوم روسیه (به اختصار، مؤسسهٔ ایوف، (روسی: Физико-технический институт им. А. Ф. Иоффе) یکی از بزرگترین مراکز تحقیقاتی روسیه است که در زمینهٔ فیزیک و فناوری تخصص دارد. این مؤسسه در سال ۱۹۱۸ در پتروگراد (سن پترزبورگ کنونی) تأسیس شد و چندین دهه توسط آبرام ایوف اداره می‌شد. نام انستیتو برگرفته از نام همین دانشمند است. این مؤسسه عضو آکادمی علوم روسیه است.

## ساختار کنونی
از سال ۲۰۱۹، در انستیتوی ایوف حدود ۱۵۰۰ نفر مشغول به کار بوده‌اند که حدود ۱۰۰۰ نفر آنها پژوهشگر علمی بودند (از جمله ۵۶۰ نفر با مدرک دکترا و ۲۵۰ نفر با مدرک دکترای ناوک؛ دکترای علوم٬). بیشتر اعضای ستاد تحقیقاتی فارغ‌التحصیلان برتر دانشگاه‌های سن پترزبورگ (لنینگراد سابق) هستند.
از سال ۲۰۱۳ تا اواسط ماه مه ۲۰۱۸، انستیتوی ایوف تحت صلاحیت رسمی آژانس فدرال سازمان‌های علمی (FASO روسیه) قرار داشت، اکنون مانند سایر مؤسسه‌های این سازمان تحت نظارت و سرپرستی وزارت علوم و آموزش عالی؛ از ماه مه ۲۰۱۸ قرار دارد. (آکادمی علوم روسیه (RAS).)
این مؤسسه به پنج بخش تقسیم شده‌است:
- مرکز فیزیک ساختار نانو
- الکترونیک حالت جامد
- فیزیک حالت جامد
- فیزیک پلاسما، فیزیک اتمی و اخترفیزیک
- فیزیک دی الکتریک‌ها و نیمه هادی‌ها

هر یک از بخش‌ها آزمایشگاه‌های مختلفی را شامل می‌شود. این مؤسسه خود دارای تحصیلات تکمیلی و شورای علمی است. همکاری فشرده‌ای با مؤسسه‌های تحقیقاتی و صنعتی در روسیه و جهان وجود دارد.